# 벌룬페스트 '86
벌룬페스트 '86은 1986년 9월 27일 미국 오하이오주 클리블랜드에서 열린 모금 행사로, 지역 유나이티드 웨이 지부가 거의 150만 개의 풍선을 방출하여 세계 기록을 세웠다.
이 행사는 무해한 퍼블리시티 스턴트로 기획되었다. 그러나 방출된 풍선들은 도시와 이리호 위를 표류하며 주변 지역에 떨어져 교통과 인근 공항에 문제를 일으켰다.
그 결과, 주최측은 수백만 달러의 손해배상을 요구하는 소송에 직면했으며, 비용 초과로 인해 행사는 순손실을 기록했다.
또한 이 행사는 나중에 익사체로 발견된 두 명의 보트 승무원을 찾던 미국 해안경비대의 수색 작업을 방해했다.

## 준비

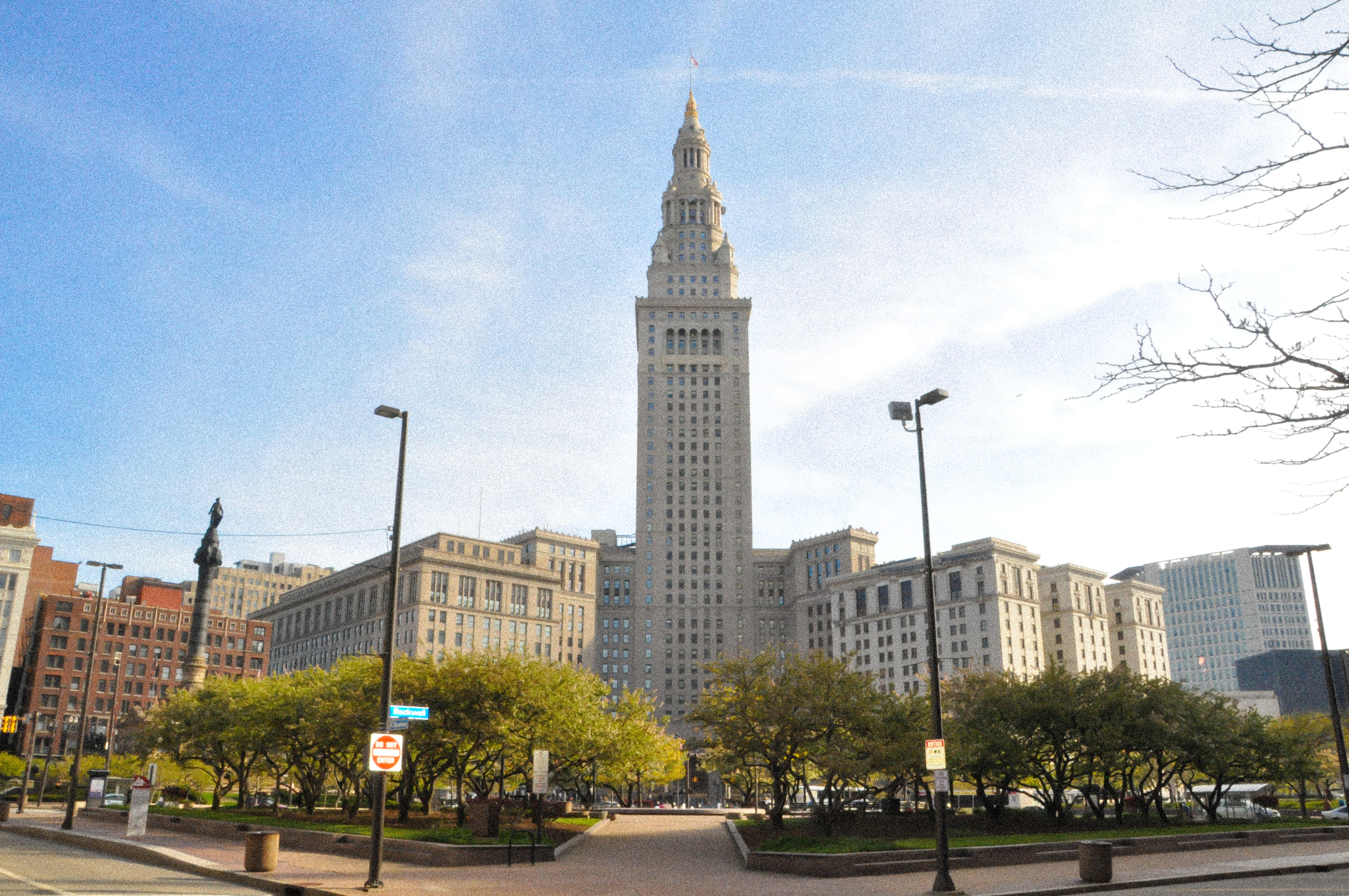
퍼블릭 스퀘어를 내려다보는 터미널 타워

벌룬페스트 '86은 트렙 헤이닝이 이끄는 로스앤젤레스 기반의 회사인 벌루나트 바이 트렙이 주관했으며, 이 행사를 위해 6개월을 준비했다. 클리블랜드의 퍼블릭 스퀘어 남서쪽 사분면에 풍선을 담기 위해 도시 한 블록 크기의 직사각형 구조물이 설치되었다. 이 구조물은 250 by 150 피트 (76 by 46 m) 크기였고, 3층 높이였으며, 한 조각으로 된 직조 그물망으로 덮여 있었다. 내부에는 주로 고등학생으로 구성된 2,500명의 자원봉사자들이 몇 시간 동안 헬륨으로 풍선을 채웠다. 한 자원봉사자는 준비 과정이 "조립 라인처럼 쉴 틈 없이" 이루어졌다고 묘사했다. 자원봉사자들은 무료 티셔츠를 받았다.
유나이티드 웨이는 원래 2백만 개의 풍선을 방출할 계획이었으나, 결국 140만 개 이상에서 멈췄다. 아이들은 두 개의 풍선당 1달러의 가격으로 유나이티드 웨이를 위한 후원금을 판매했다.

## 발사
1986년 9월 27일 토요일, 폭풍이 다가오자 주최측은 오후 1시 50분경 EDT에 풍선을 조기 방출하기로 결정했다. 클리블랜드 다운타운에는 10만 명이 넘는 인파가 모였다. 거의 150만 개의 풍선이 퍼블릭 스퀘어에서 솟아올라 터미널 타워를 둘러싸고 전년도 디즈니랜드 30주년에 세워진 세계 기록을 넘어섰다.

## 결과
일반적으로 실외에서 방출된 헬륨으로 채워진 라텍스 풍선은 지구로 하강하기 전에 거의 완전히 수축될 만큼 충분히 오래 공중에 떠 있는다. 그러나 벌룬페스트 풍선들은 차가운 공기와 비의 전선과 충돌하여 아직 부풀어 있는 상태에서 지상으로 떨어졌다. 하강하는 풍선들은 오하이오주 북동부의 육지와 수로를 막았다. 행사 다음 날, 많은 풍선들이 이리호의 캐나다 쪽 해안으로 밀려와 수질 오염을 유발한 것으로 보고되었다. 일부 사람들은 풍선 방출의 환경적 영향에 대해 "풍선이 터지고 분해될 고도에 도달할 것"이라고 생각하는 등 오해를 하고 있었다.
버크 레이크프론트 공항은 풍선이 착륙한 후 30분 동안 활주로를 폐쇄해야 했다. 또한 "운전자들이 느리게 움직이는 다색 구체의 눈보라를 피하기 위해 방향을 틀거나 머리 위 광경을 구경하느라 도로에서 눈을 떼면서" 교통사고도 보고되었다.
9월 26일에 나갔던 두 명의 어부 레이몬드 브로데릭과 버나드 설저가 행사 당일 가족들에 의해 실종 신고되었다. 구조대원들은 에지워터 공원 방파제 서쪽에 정박된 그들의 16-피트 (4.9 m) 보트를 발견했다. 해안경비대 수색 및 구조 헬리콥터 승무원들은 풍선들의 "소행성 밭" 때문에 해당 지역에 접근하는 데 어려움을 겪었다. 수색 및 구조 보트 승무원들은 호수에 떠 있는 어부들을 발견하려고 노력했지만, 해안경비대 관계자들은 물속의 풍선 때문에 호수에 사람이 있는지 볼 수 없었다고 말했다. 9월 29일, 해안경비대는 수색을 중단했다. 어부들의 시신은 나중에 해안으로 떠밀려왔다. 어부 중 한 명의 아내는 클리블랜드 유나이티드 웨이와 풍선 방출을 조직한 회사를 상대로 320만 달러의 손해배상 소송을 제기했으며, 나중에 비공개 조건으로 합의했다. 해안경비대 9지구 수색 및 구조 프로그램 관리자인 로저 라이스는 2024년 인터뷰에서 "벌룬페스트는 이 두 남성의 불행한 죽음과 아무런 관련이 없었다"고 말했다.
오하이오주 지아거군의 한 목초지에 풍선이 떨어져 루이즈 노바코프스키의 아라비안 말들이 놀라 결과적으로 영구적인 부상을 입었다고 한다. 노바코프스키는 클리블랜드 유나이티드 웨이를 상대로 10만 달러의 손해배상 소송을 제기했으며, 비공개 조건으로 합의했다.
모금 행사는 비용 초과로 인해 손실을 보았다.

## 유산
기네스 북 1988년판은 이 행사를 "역대 최대 규모의 풍선 대량 방출"로 인정하며, 1,429,643개의 풍선이 발사되었다. 기네스는 더 이상 풍선 방출을 측정하지 않는다.
벌룬페스트 '86은 2017년 단편 다큐멘터리 영화 벌룬페스트의 주제가 되었다. 클리블랜드 신문 플레인 딜러의 편집자는 이 영화가 공개된 후 벌룬페스트에 대한 보도가 더 부정적으로 변했다고 언급한다.